# Дюла Гембеш
Дюла Гембеш (угор. Gömbös Gyula) — правий угорський політик, прем'єр-міністр Угорщини з 1932 по 1936 рік.

## Біографія
Народився в селі Мурга в Угорщині де проживало німецьке і угорське населення. Його батько був сільським учителем. Сім'я належала до Євангелічно-Лютеранської Церкви Угорщини.
Вступає до Австро-Угорської армії де швидко стає офіцером. Першу світову війну зустрічає у чині капітана. Ще в армії бажає бачити свою Батьківщину незалежною.
Після розпаду Австро-Угорської імперії очолює MOVE і бере участь у антикомуністичному русі проти Угорської Радянської Республіки. Стає союзником Міклоша Горті.
Стає міністром оборони в уряді в Сегеді. Після перемоги над комуністами брав участь у каральних акціях проти комуністів і євреїв (вважалось, що вони підтримували комуністів, бо багато міністрів в уряді Бела Куна).
Був основним прихильником ухвалення в Угорщині однопартійної держави і реорганізації країни за тоталітарною лінією, здійснення земельної реформи, створення анти-єврейських законів. Був призначений міністром оборони в уряді Бетлена.
1932 року стає прем'єр-міністром. Підтримує відносини з Беніто Муссоліні. Домігся допомоги Італії у разі спроби відмінення Тріанонського договору.
Підтримує Гітлера, але щоб не порушити відносини з Італією та Австрією (тоді ворогами Німеччини) не йде на союз з ним.
1935 році проводяться вибори до парламенту де більшість отримують прихильники Дьюла. Гембеш посилює угорську армію і починає перебудову держави по фашистській лінії.
Але він не здійснює своїх планів, бо помирає від хвороби 1936 року.

## Нагороди

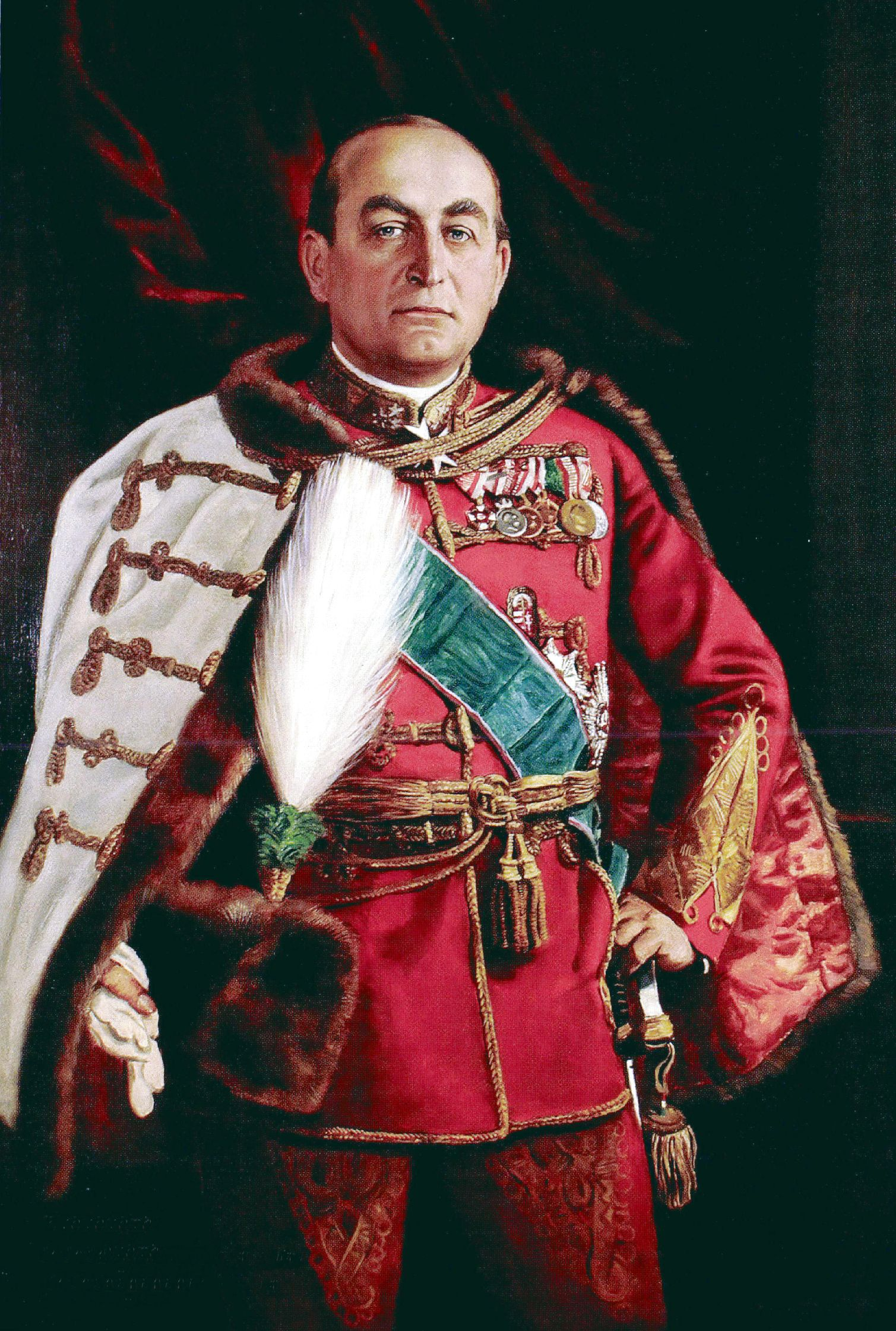
Портрет Гембеша у військовій формі з нагородами.

- Медаль «За військові заслуги» (Австро-Угорщина) з мечами — нагороджений тричі (2 бронзових і срібна).
- Хрест «За військові заслуги» (Австро-Угорщина) 3-го класу з військовою відзнакою і мечами
- Орден Заслуг (Угорщина), великий хрест з ланцюгом
- Пам'ятна військова медаль (Угорщина) з мечами
- Пам'ятна військова медаль (Австрія) з мечами
- Почесний знак «За заслуги перед Австрійською Республікою», великий хрест 1-го класу
- Орден Білого Орла